# 写真乾板

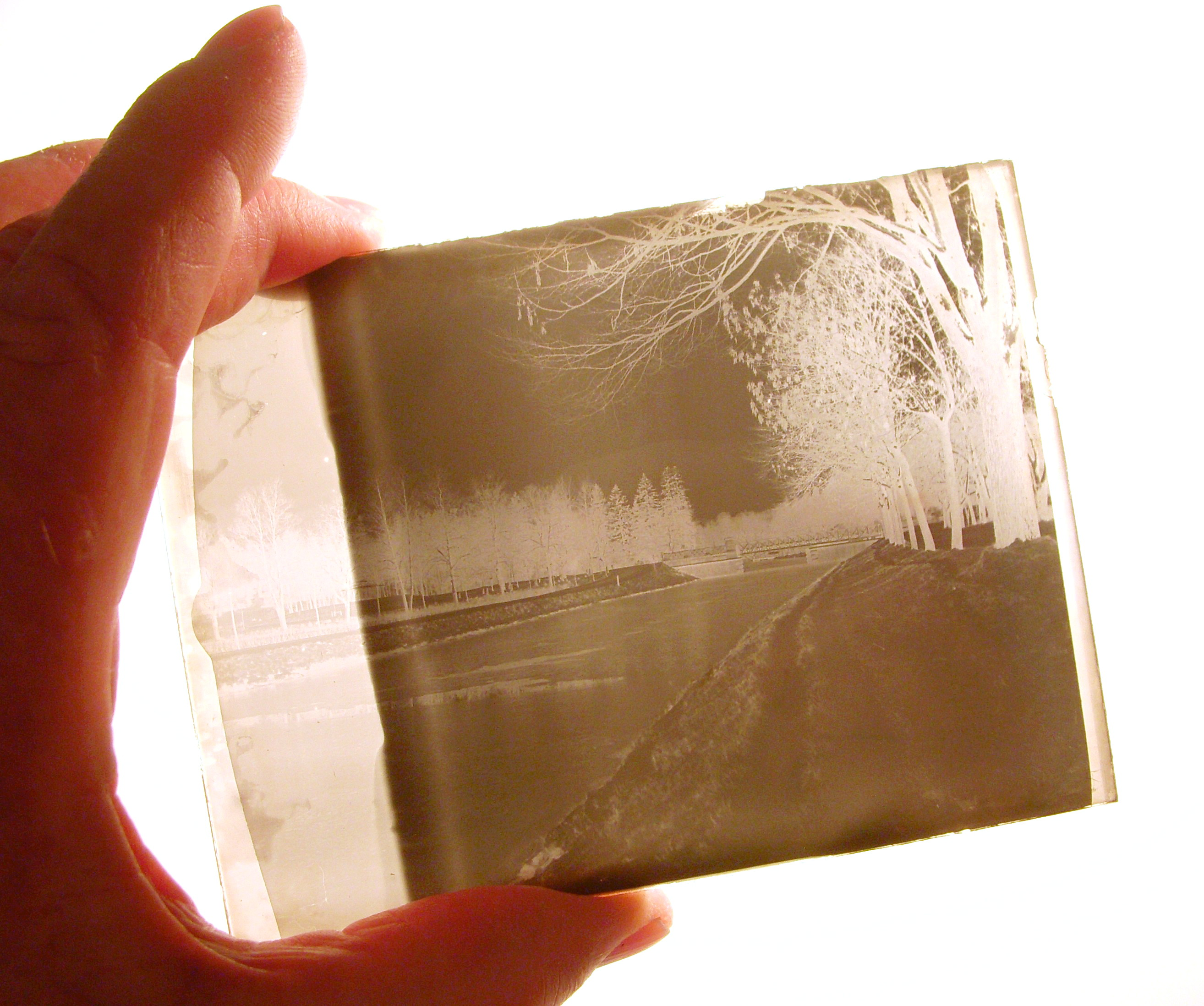
写真乾板

写真乾板（しゃしんかんぱん、英: photographic plate）とは写真術で用いられた感光材料の一種で、写真乳剤（臭化カリウムの溶液と硝酸銀の溶液をゼラチンに加えてできる、光に感光する物質）を無色透明のガラス板に塗布したものである。ガラス乾板（がらすかんぱん）あるいは単に乾板（かんぱん）と呼ばれる場合も多い。

## 歴史
1871年にイギリスの医師リチャード・リーチ・マドックスが発明した。当初は青色にしか感光しなかったが、1873年にはヘルマン・フォーゲルが黄色と緑色に対する感光性を持たせる方法を発明し、1878年には工業生産されるようになり、箱入りで購入し好きな時に現像できるため短期間で湿板を駆逐した。さらに1884年にヨーゼフ・マリア・エーダーが改良した。感度も写真湿板の数倍と高く、ハンドカメラや瞬間シャッターの開発を促し、手持ち撮影も可能になりまたアマチュア写真家の参入を可能とした。
ベース素材を破損しやすいガラスからニトロセルロースに代替してより便利に扱うことができるよう改良された写真フィルム、特に何枚も巻き上げては撮影できるロールフィルムが1888年に登場して需要が減った。日本では1931年に起きた満州事変を契機とし財政の大膨張、金輸出再禁止、円安、軍需インフレーションで一般購買力が増大してアマチュアに写真が流行し、その際アマチュアは旧来の嵩張って重く不便な乾板カメラを避けてロールフィルムカメラを購入したので、たちまちロールフィルムが一般化したという。田中政雄は1935年を「乾板とロールフィルムの交替期に当たる」としている。1978年時点ではわずかにアグフア・ゲバルトがゲバパンを製造し日本にも大名刺判と大陸手札判が旭光学（現リコーイメージング）の特需課により輸入されていた。

## 科学での利用
ガラスは非常に安定しており、特に広角撮影のための大判でも曲がったり歪んだりすることがないため、研究用品質での撮影ではフィルムに比べて圧倒的に優れていた。
しかし乾板の量子効率が約2%であるのに対して更に量子効率が高い、光に対する応答の線形性が良い、撮影や画像処理が容易であるといったいくつかの利点を持つ電荷結合素子 (CCD) に取って代わられ、この分野でも1980年代初めから顕著に減少している。それでもCCDは現在存在する最大のフォーマット（8,192×8,192ピクセルなど）でも多くの写真乾板の解像度に劣っている。このため現在天文学で使われているサーベイ観測用カメラではCCDチップを並べた大規模なアレイを使用せざるを得ない。またデジタルデータや（FITSなどの）データ形式の「寿命」についても不確定な点があるため、写真乾板の必要性も全くなくなったわけではない。
天体観測などの専門的な分野では1990年代まで用いられていた。

### 天文学
昔の肉眼観測による方法に代わって、多くの太陽系天体が写真乾板を用いて発見された。写真乾板を用いた小惑星の発見はマックス・ヴォルフによる1891年の (323) ブルーシアの発見から始まった。写真乾板を用いた衛星の発見は1898年の土星の衛星フェーベが最初である。冥王星は写真乾板をブリンクコンパレータで調べることによって発見された。また冥王星の衛星カロンは写真乾板に写った冥王星の像の膨らみを注意深く調べることで見つかった。
1950年代の最初のパロマー天文台スカイサーベイ (POSS) やこれに続く1990年代のPOSS-IIサーベイ、南天を撮影したUKシュミットサーベイなど、多くの有名な天文サーベイの画像は写真乾板を用いて撮影された。ハーバード大学やゾンネベルク天文台など、多くの天文台では主として変光星の歴史的研究のために大規模な写真乾板のアーカイブを保持している。

### 物理学
写真乾板は放射線による電離作用によって黒く感光するため、写真乾板は初期の高エネルギー物理学の分野でも重要な道具であった。例として1910年代にヴィクトール・フランツ・ヘスは積み重ねた写真乾板の上に残った飛跡から宇宙線を発見した。彼はこの観察を行なうために写真乾板を高山に持って行ったり、気球を使ってより高い大気中に乾板を置いた。

### 医学
ある種の写真乾板が電離放射線（通常はX線）に感度があるという性質は医学画像や材料科学の分野でも有用であったが、その多くは再利用可能でコンピュータで読み取ることができるイメージングプレートや別のX線検出装置に置き換わっている。

## 規格

### 一般撮影用
大きい判の乾板はガラス切りで切ることで小さい乾板として利用できる。
- アトム判 - 4.5×6cm[8]。名前はヒュッティヒが発売したアトムに由来する[2]が、これが最初のカメラというわけではなく少なくともゴーモンのブロックノートの方が先である[8]。日本では大正時代からこの名称で呼ばれるようになった[8]。ロールフィルムが出現するまで小型カメラの花形サイズであり、高級カメラも多数生産された[2]。20世紀初頭にはすでにダゴールやプロターが存在し、さらにテッサー、ヘリアーなど優秀なレンズが次々発売され、小型乾板でも不都合がなくなっていた[8]。1907年にはイギリスの感材メーカーウエリントンが汎用乾板を販売していたが、その前からブロックノート用に販売されていた可能性がある[8]。規格としてのスタートは大名刺判より少し遅れたが、大名刺判が一巡して小型化が進んだのではなくほぼ同時進行で普及したとみられる[8]。
- 小名刺判 - 2.25×3.25in[9] (5.7×8.3cm[9])。アメリカ合衆国で広く使用された[9]。手札判を半分にしたサイズであり、手札半裁の別名がある[9]。
- 大名刺判 - 2×3.5in[10] (6.5×9cm[6][9][10][8])。1859年フランスのデイデリが創始し、訪問用カード、すなわち名刺サイズの肖像写真が大流行したことから[10]ヨーロッパで広く使用された[9]。現在でも “Agfa APX 100 glass plates exp.” が販売されているが、日本には正規に輸入されておらず、個人輸入で入手するしかない[11]。
- 手札判 - 3.25×4.25in[10] (8×10.5cm[10][8])。アメリカ合衆国で広く使用された。鈴木八郎によると、昔の身分証明書であった手形がほぼこの大きさであったことによるらしいという[10]。
- 大陸手札判 - 9×12cm[6][10][8]。ヨーロッパで広く使用されたので大手札判の別名がある[10]。
- ポストカード判 - 10×14cm[12]。
- キャビネ判 - 12×16.5cm。欧米では飾り棚（キャビネット）に写真を飾る習慣があり、その目的にちょうど良い大きさということが語源という[2]。
- 大キャビネ判 - 13×18cm[13][14]。ヨーロッパの規格である[14]。アメリカの規格である5×7inに似た大きさだが微妙に異なる[14]。

### ステレオ写真用
- 4×10.5cm判 - 手札判を横に切ったもので曽根春翠堂のトキオスコープに使われた特殊サイズ。
- 4.5×10.7cm判 - 1900年には使われ始めており[8]、広く使われた。
- 6×13cm判 - 広く使われた。

## 代替品
乾板用取枠にシートフィルムをシース (sheath) とともに挿入することで代用できる。
シースが入手できない場合は、0.3mm厚の黄銅板をフィルムの大きさより多少小さい大きさにハサミで切って両面テープでシートフィルムに貼り付ける。シースは内面反射を防ぐために黒色に塗られているが、この場合は裏当てにするだけなので黒く塗らなくても実害は出ない。